# Аварія на ядерному об'єкті Токаймура
36°28′47″ пн. ш. 140°33′13″ сх. д. / 36.479722222222° пн. ш. 140.55361111111° сх. д.
Аварія на ядерному об'єкті Токаймура (яп. 東海村JCO臨界事故, То: кай-мура дзе: -сі: -о: рінкай дзіко, «Аварія з досягненням критичності на об'єкті компанії JCO в селі Токай») сталася 30 вересня 1999 року і спричинила смерть двох осіб. На той момент це була найбільш серйозна аварія в Японії, пов'язана з мирним використанням ядерної енергії. Аварія трапилася на маленькому радіохімічному заводі компанії JCO, підрозділі Sumitomo Metal Mining, в селищі Токай повіту Нака префектури Ібаракі .

## Передумови інциденту
Підприємство, на якому сталася аварія, займалося переробкою ізотопно-збагаченого гексафториду урану в діоксид урану, з якого в подальшому виготовляли паливо для деяких комерційних атомних електростанцій Японії. Перероблений уран мав ступінь збагачення за ізотопом U-235 не вище 5 %. Однак іноді підприємство займалося переробкою урану набагато вищого ступеня збагачення — 18,8 %, для експериментального реактора на швидких нейтронах Дзьойо, що вимагало обережнішого поводження з сировиною.
Інцидент стався в ході очищення урану. Ліцензована японським Управлінням науки і технологій технологія очищення полягала в тому, що порошкоподібний закис-окис урану U3O8 повинен був механічно змішуватися з азотною кислотою в спеціальному резервуарі, після чого отриманий уранілнітрат надходив у буферну ємність, а звідти — в столітровий відстійник (охолоджуваний спеціальною водяною сорочкою), де очищувався за допомогою аміаку і вилучався. Процес був розроблений таким чином, щоб запобігти досягненню критичної маси, для чого, зокрема, буферна ємність була зроблена високою і вузькою (що практично виключало виникнення в ній мимовільної ланцюгової реакції) і передбачався суворий контроль за кількістю оброблюваної сировини.
Однак за 3 роки до аварії завод без узгодження з Управлінням науки і технологій самовільно змінив технологію очищення. Тепер працівники вручну змішували закис-окис урану й азотну кислоту в 10-літрових відрах з неіржавної сталі, а не в призначеному для цього резервуарі; отриману ж суміш вони додавали не в буферну ємність, а безпосередньо в досить широкий і об'ємний відстійник. Все це було зроблено для прискорення і полегшення процесу.
Оскільки завод не належав до провідних підприємств ядерного паливного циклу Японії, він не привертав до себе особливої уваги наглядових організацій. Державний інспектор відвідував завод лише двічі на рік, причому це відбувалося тільки в періоди, коли завод простоював.
Поки робота велася з низькозбагаченим ураном для енергетичних реакторів, ніяких інцидентів не відбувалося. Але 30 вересня вперше за 3 роки підприємство зайнялося переробкою урану для реактора Дзьойо з сировиною, збагаченою до 18,8 %. Троє робітників, які зайнялися цим, не мали досвіду роботи з ураном настільки високого ступеня збагачення і слабо уявляли собі процеси, що відбуваються в ньому. У підсумку вони завантажили в відстійник 7 відер уранілнітрату — майже в 7 разів більше максимальної кількості, дозволеної інструкцією.

## Аварія

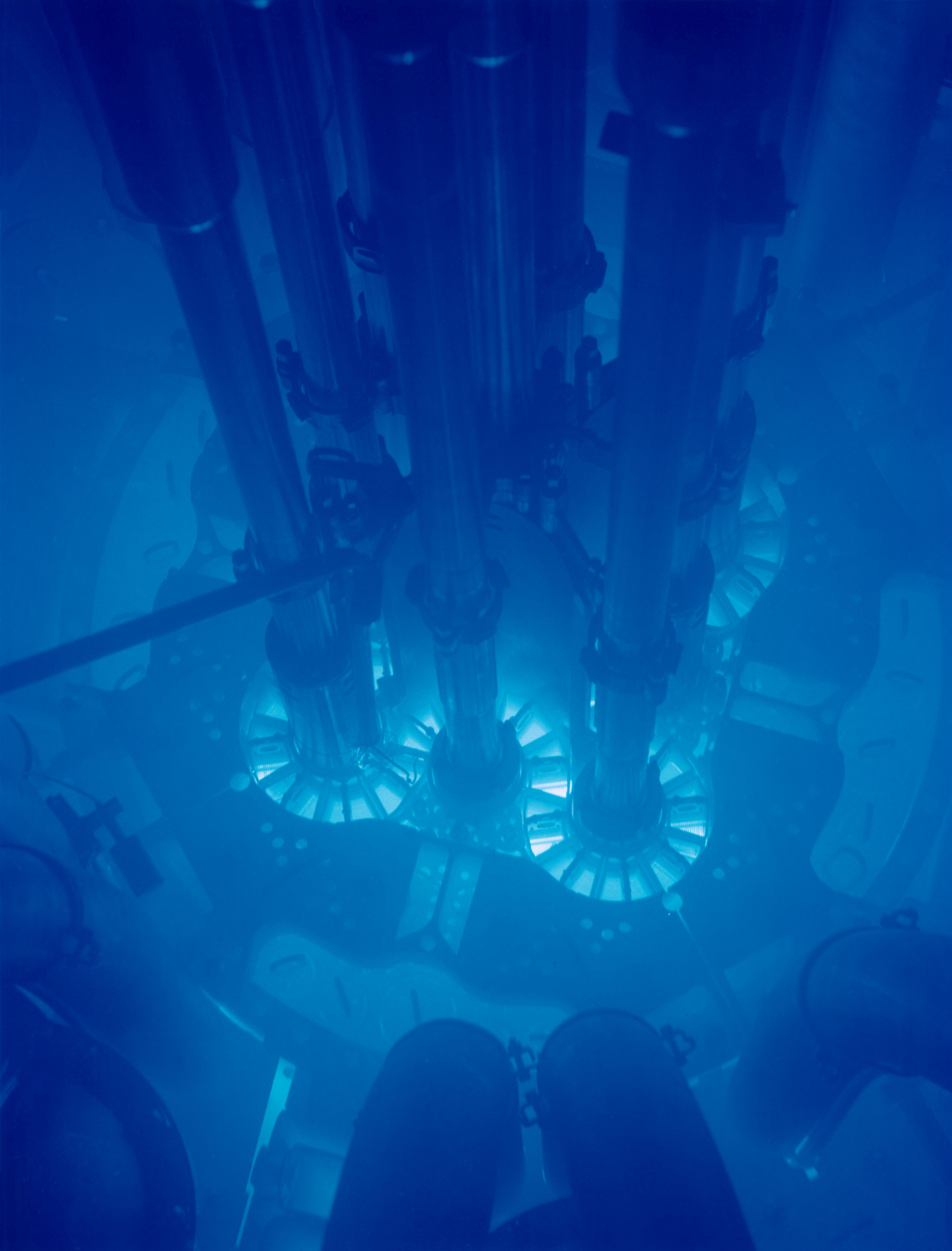
Черенковське випромінювання в ядерному реакторі.

В результаті дій робітників о 10:45 в відстійнику виявилося близько 40 літрів суміші, що містить приблизно 16 кг урану. Хоча теоретичне значення критичної маси навіть чистого урану-235 становить 45 кг, в розчині реальна критична маса значно нижче в порівнянні з твердим паливом завдяки тому, що вода в розчині стала сповільнювачем нейтронів, до того ж водяна сорочка навколо відстійника зіграла роль відбивача нейтронів. В результаті критична маса була істотно перевищена і почалася самопідтримувана ланцюгова реакція.
Робітник, який додавав сьоме відро уранілнітрату в відстійник і частково звисав над ним, побачив блакитний спалах черенковського випромінювання. Він і ще один робочий, який перебував поблизу від відстійника, відразу ж відчули біль, нудоту, утруднення дихання та інші симптоми; через кілька хвилин, вже в приміщенні для дезактивації, його знудило, і він знепритомнів.
Вибуху не було, але наслідком ядерної реакції було інтенсивне гамма- і нейтронне випромінювання з відстійника, яке призвело до спрацьовування сигналу тривоги, після чого почалися дії щодо локалізації аварії. Зокрема, була евакуйована 161 особа з 39 житлових будинків в радіусі 350 метрів від підприємства (їм було дозволено повернутися в свої будинки через дві доби). Через 11 годин після початку аварії на одній з дільниць за межами заводу був зареєстрований рівень гамма-випромінювання в 0,5 мілізіверт на годину, що приблизно в 1000 разів перевищує природний фон .
Ланцюгова реакція тривала з перервами протягом приблизно 20 годин, після чого припинилася завдяки тому, що з навколишнього відстійника охолоджувальної сорочки злили воду, яка зіграла роль відбивача нейтронів, а в сам відстійник додали борну кислоту (бор є хорошим поглиначем нейтронів); в цій операції взяли участь 27 працівників, які також отримали деяку дозу опромінення. Перерви в ланцюговій реакції були викликані тим, що рідина скипала, кількість води ставала недостатньою для досягнення критичності і ланцюгова реакція затухала. Після охолодження і конденсації вологи реакція поновлювалася.
Нейтронне випромінювання припинилося разом з ланцюговою реакцією, але якийсь час залишався небезпечний рівень залишкового гамма-випромінювання від продуктів поділу в відстійнику, через що довелося встановлювати тимчасовий захист з мішків з піском та інших матеріалів. Більшість летючих радіоактивних продуктів поділу залишилися всередині будівлі завдяки тому, що в ній підтримувався нижчий тиск, ніж за межами будівлі, і були пізніше зібрані за допомогою високоефективних повітряних фільтрів. Однак, деяка частина радіоактивних благородних газів і йоду-131 все ж потрапила в атмосферу.

## Наслідки
Троє робітників (Хісасі Оті, Масато Сінохара і Ютака Екокава), що безпосередньо працювали з розчином, сильно опромінилися, отримавши дози: Оті — 17 зівертів, Сінохара — 10 зівертів і Екокава — 3 зіверта (при тому, що смертельною в 50 % випадків є доза близько 3-5 зівертів). Оті та Сінохара померли через кілька місяців. Оті отримав серйозні опіки більшої частини тіла, страждав від важкого пошкодження внутрішніх органів і мав майже нульову кількість лейкоцитів. Сінохарі вдало були вживлені численні шкірні трансплантати, але він зрештою помер від інфекції через пошкодження його імунної системи. Всього ж опроміненню піддалося 667 осіб (включаючи працівників заводу, пожежників і рятувальників, а також місцевих жителів), але, за винятком згаданих вище трьох робітників, їх дози опромінення були незначні (не більше 50 мілізівертів).
Теплову потужність ланцюгової ядерної реакції у відстійнику згодом оцінювали в діапазоні від 5 до 30 кВт. Даним інцидентом було присвоєно 4-й рівень за міжнародною шкалою ядерних подій (INES). Згідно з висновками МАГАТЕ, причиною інциденту стали «людська помилка і серйозне нехтування принципами безпеки».